# Franek Trefalt
 (février 2024).
La mise en forme du texte ne suit pas les recommandations de Wikipédia : il faut le « wikifier ».
Les points d'amélioration suivants sont les cas les plus fréquents :
- Les titres sont pré-formatés par le logiciel. Ils ne sont ni en capitales, ni en gras.
- Le texte ne doit pas être écrit en capitales (les noms de famille non plus), ni en gras, ni en italique, ni en « petit »…
- Le gras n'est utilisé que pour surligner le titre de l'article dans l'introduction, une seule fois.
- L'italique est rarement utilisé : mots en langue étrangère, titres d'œuvres, noms de bateaux, etc.
- Les citations ne sont pas en italique mais en corps de texte normal. Elles sont entourées par des guillemets français : « et ».
- Les listes à puces sont à éviter, des paragraphes rédigés étant largement préférés. Les tableaux sont à réserver à la présentation de données structurées (résultats, etc.).
- Les appels de note de bas de page (petits chiffres en exposant, introduits par l'outil «  Source ») sont à placer entre la fin de phrase et le point final[comme ça].
- Les liens internes (vers d'autres articles de Wikipédia) sont à choisir avec parcimonie. Créez des liens vers des articles approfondissant le sujet. Les termes génériques sans rapport avec le sujet sont à éviter, ainsi que les répétitions de liens vers un même terme.
- Les liens externes sont à placer uniquement dans une section « Liens externes », à la fin de l'article. Ces liens sont à choisir avec parcimonie suivant les règles définies. Si un lien sert de source à l'article, son insertion dans le texte est à faire par les notes de bas de page.
- La présentation des références doit suivre les conventions bibliographiques. Il est recommandé d'utiliser les modèles {{Ouvrage}}, {{Chapitre}}, {{Article}}, {{Lien web}} et/ou {{Bibliographie}}. Le mode d'édition visuel peut mettre en forme automatiquement les références.
- Insérer une infobox (cadre d'informations à droite) n'est pas obligatoire pour parachever la mise en page.

Pour une aide détaillée, merci de consulter Aide:Wikification.
Si vous pensez que ces points ont été résolus, vous pouvez retirer ce bandeau et améliorer la mise en forme d'un autre article.
Franek Trefalt est un acteur et journaliste sportif slovène né le 11 mars 1931 à Kranj et mort le 5 mars 2015.

## Biographie
Entre 1945 et 1954, Trefalt fut membre du Théâtre Prešeren de Kranj (sl) , puis du Théâtre municipal de Ljubljana entre 1954 et 1968,.
En parallèle, il a également joué dans plusieurs films slovènes et yougoslaves tels que Vesna en 1953 ou Don't Whisper en 1958.
À partir de 1968, il travaille comme journaliste sportif à Radiotelevizija Slovenija. En 1993, il reçoit le badge Bloudek (sl) pour sa contribution au développement du journalisme sportif radiophonique.
Pendant plusieurs années, lui et son frère Milo Trefalt (sl) ont également joué au water-polo au club de natation de Železničar sans grand succès.

## Filmographie
- 1953 :  Vesna
- 1955 : Trenutki odločitve
- 1957 :  Don't Whisper
- 1963 : Desant na Drvar (sl)
- 1965 : Druga strana medalje (en)
- 1965 :  Lažnivka (sl)
- 1968 : Sarajevski atentat (sr)
- 1969 : Krvava bajka (sr)